# Карл Гелеруп
Карл Адолф Гелеруп (на датски: Karl Adolph Gjellerup) е датски поет, драматург и писател, лауреат на Нобелова награда за литература за 1917 година, заедно със своя сънародник Хенрик Понтопидан.
Носителят на Нобелова награда за литература Карл Гелеруп принадлежи към големите датски писатели, развили се под влиянието на литературния историк и критик Георг Брандес. Роден е в семейството на свещеник през 1857 г. в Южна Зеландия, Рохолт. Когато е тригодишен, баща му умира и с майка му се преместват в Копенхаген при братовчед й, който е писател. Първоначално Карл учи теологически науки в университета, но след това започва да посещава лекциите на Георг Брандес. Удостоен е с университетски златен медал за трактата си "Наследственост и морал". По същото време има връзка с омъжена жена - Евгения Хойзингер, която не след дълго се развежда и двамата се оженват. Тя е германка и скоро след това се преместват да живеят в Дрезден, където Гелеруп живее до смъртта си. Започва да пише книгите си на немски език, а след това сам ги превежда на датски. Затова в не по-малка степен творчеството му принадлежи и към немската култура.
Първият му роман "Идеалист" излиза когато е 21-годишен. Освен романи пише стихове, драми и пътеписи. Най-голямото му постижение в жанра на реалистичния психологически роман е "Мелницата". Но в това произведение се прокрадват и чертите на символизма. Книгата има невероятен успех - и сред критиците, и сред читателите. 
В друга от известните си творби „Поклонникът Каманита“ („Pilger Kamanita“) описва борбата за примирение на влюбения Каманита с отнетата му несправедливо възлюблена Васиттхи, която по-късно отхвърля светския живот и става будистка монахиня. Действието се развива през VI в. пр.н.е., когато възниква учението на Сиддхартха Гаутама (Буда), чийто жизнен път също е споменат в произведението. Половината от повествованието е описано във възходящите по градация степени на рай, като също така известен пасаж от творбата е стих, в съответствие на представите на будизма, поставен като слова на Сиддхартха Гаутама от автора:
| „ | Разтваряйки всичко възникнало, отвява дъхът на разложението, както приказна земна градина и райски цветя повяхват. | “ |